# 董建一
董建一（1973年12月31日—），中華民國前政治人物，雲林縣人，中華民國機車黨創始人，為中華民國機車黨自成立至解散唯一一任黨主席。畢業於國立臺灣海洋大學航管系、海軍預士退役。曾代表中華民國機車黨參加2016年中華民國立法委員選舉，為新北市第九選舉區候選人，但僅得1.92%、3092票而落選。曾任台北市政府市政顧問，於2015年7月2日辭職。對同性戀議題，主張該合理保障同性戀者權益，但不該推崇同性戀為社會價值；故反對同性婚姻，但支持給予同性伴侶制的保障。

## 經歷與事蹟

### 發起向 Canon 總公司陳情
因不滿日本相機大廠 Canon 的相機操作介面只有簡體中文，在網路上號召1000多位網友寫信向 Canon 總公司陳情，後來 Canon 相機終加入了繁體中文操作介面。 

### 成立中華民國機車黨
詳見中華民國機車黨

### 參選立法委員
曾代表中華民國機車黨參加2016年中華民國立法委員選舉，為新北市第九選舉區1號候選人。選舉口號為「世代交棒、平民參政」。

#### 政見[3]
|  | 蔣經國先生和孫運璿先生，一直是令我欽佩且緬懷的二位政治家，也是我今日參選的主要動機。 個人，是個不善交際、一心只想為百姓做事、有能力做事、更確實做出成果的人。未來若選上立委的四年任內，我將稟持初衷，繼續推動以下政見目標： 交通政見： １、保障機車族權益；汽、機車考照改革 ２、燃料費隨油徵收；提升道路舖設品質 ３、整頓排氣管噪音；源頭建立改裝制度 民生政見： １、恢復『大學聯考』，終止多元（錢）入學痛苦；復興技職體制，達到產學雙贏 ２、檢討『基本工資、工時、約聘、派遣等權益』，以創造安定就業環境 ３、籌設『房屋租賃平台』，獎勵屋主將空屋委託政府（二房東）管理，統一解決百姓租屋難題 ４、籌設『民生國營企業』，遏止重要民生商品（奶粉、麵粉等）被不良業者壟斷哄抬亂象 ５、保障『軍警消公教』合理權益，三軍醫院保障涵蓋軍警消，充實軍警消基層裝備水準 雙和政見： １、籌設『雙和市民國會』—個人當選立委後，每個月將協同雙和區所有民意代表和官員，召開雙和市民的國事會議。向雙和市民報告國會現況、法案進度、上次提案進度也同時聆聽雙和市民心聲，共同打造美好的雙和、國家未來，和下一代的幸福。 ２、爭取中央補助，擴大推動騎樓整平、社區綠化、公園活化、交通改善、治安強化等事宜 |

#### 2016年中華民國立法委員選舉結果
| 2016年新北市第九選舉區立法委員選舉結果 | 2016年新北市第九選舉區立法委員選舉結果 | 2016年新北市第九選舉區立法委員選舉結果 | 2016年新北市第九選舉區立法委員選舉結果 | 2016年新北市第九選舉區立法委員選舉結果 | 2016年新北市第九選舉區立法委員選舉結果 | 2016年新北市第九選舉區立法委員選舉結果 |
| 號次                                   | 候選人                                 | 政黨                                   | 得票數                                 | 得票率                                 | 當選標記                               |                                        |
| -------------------------------------- | -------------------------------------- | -------------------------------------- | -------------------------------------- | -------------------------------------- | -------------------------------------- | -------------------------------------- |
| 1                                      | 董建一                                 | 中華民國機車黨                         | 3,040                                  | 1.92%                                  |                                        |                                        |
| 2                                      | 張菁芳                                 | 民國黨                                 | 23,767                                 | 15.05%                                 |                                        |                                        |
| 3                                      | 曾文聖                                 | 健保免費連線                           | 1,594                                  | 1.00%                                  |                                        |                                        |
| 4                                      | 林德福                                 | 中國國民黨                             | 82,761                                 | 52.43%                                 |                                        |                                        |
| 5                                      | 李幸長                                 | 無黨籍                                 | 46,660                                 | 29.56%                                 |                                        |                                        |
| 選舉人數                               | 選舉人數                               | 選舉人數                               | 239,962                                | 239,962                                | 239,962                                |                                        |
| 投票數                                 | 投票數                                 | 投票數                                 | 163,840                                | 163,840                                | 163,840                                |                                        |
| 有效票                                 | 有效票                                 | 有效票                                 | 157,822                                | 157,822                                | 157,822                                |                                        |
| 無效票                                 | 無效票                                 | 無效票                                 | 6,018                                  | 6,018                                  | 6,018                                  |                                        |
| 投票率                                 | 投票率                                 | 投票率                                 | 68.28%                                 | 68.28%                                 | 68.28%                                 |                                        |

## 爭議

### 對Gogoro騎士的穿著批評
2016年9月3日，在蘋果日報的Facebook討論串中，以個人帳號留言：「就我觀察，騎Gogoro的男生中，外觀/穿著讓人感覺娘砲的，確實不少。」引發許多gogoro騎士不滿。

### 網友騷擾
2017年2月9日，蘋果日報報導 『機車黨主席遭重機網友騷擾 住家和機車照被PO網』，但實際上，住家地址是董建一自己公布的。同時間發表五大聲明文，表示因頻遭多個惡質粉絲頁不斷抹黑，且住處資料遭擅自在網路上公布，還有重機網友多次到住家樓下騷擾恐嚇，並拍下他住家門口和機車照片PO網，因此經機車黨內部討論決議，將不再主動涉入大型重機相關議題。
|  | 1、過去對於大型重型機車權益，有條件支持的相關主張，自即日起，全數作廢。一切回歸交通安全及公共利益，務實考量。 2、由於資源及人力有限，機車黨自即日起，回歸創黨初衷及黨章近程任務目標。全心放在推動一般機車的合理路權、交通安全，與公共利益範疇。 3、除受政府邀請或媒體主動採訪外，不再主動涉入或爭取大型重機相關議題，亦不再代表任何大型重機之團體或身份發言。 4、除受政府邀請或媒體主動採訪外，不再主動涉入或爭取其他機車團體組織已經手之案子，一切回歸交通安全及公共利益，務實考量。EX：八里區龍米路禁行機車、永和區中正橋新建案） 5、為維持粉絲頁理性交流之風氣，亦回歸黨章『對事不對人，不人身攻擊』準則，即日起恢復封鎖制度。 |

### 反對臺灣同性婚姻釋憲案
2017年5月25日，在臺灣同性婚姻釋憲案後，於個人臉書發表了「婚姻家庭，全民決定；子女教育，父母決定」、「把社會分撕裂成不同的階級群體和相互鬥爭的陣營」、「就看著以後台灣社會對同性戀是會更接納還是更仇視！」等反對言論。
對同性戀議題，主張該合理保障權益，但不該推崇為社會價值；故反對同性婚姻，但支持給予同性伴侶制的保障。

## 外部連結
- 董建一的Facebook專頁